# Mário de Noronha
Mário de Noronha (Lapa, 15 de enero de 1885-São Sebastião da Pedreira, 9 de julio de 1973) fue un deportista portugués que compitió en esgrima, especialista en la modalidad de espada. Participó en dos Juegos Olímpicos de Verano en los años 1924 y 1928, obteniendo una medalla de bronce en Ámsterdam1928 en la prueba por equipos.

## Palmarés internacional
| Juegos Olímpicos | Juegos Olímpicos         | Juegos Olímpicos  | Juegos Olímpicos   |
| Año              | Lugar                    | Medalla           | Prueba             |
| ---------------- | ------------------------ | ----------------- | ------------------ |
| 1928             | Ámsterdam (Países Bajos) | Medalla de bronce | Espada por equipos |